# Dodge Rampage
Dodge Rampage – samochód osobowy typu pick-up klasy kompaktowej produkowany przez amerykańską firmę Dodge w latach 1982–1984. 

## Historia i opis modelu

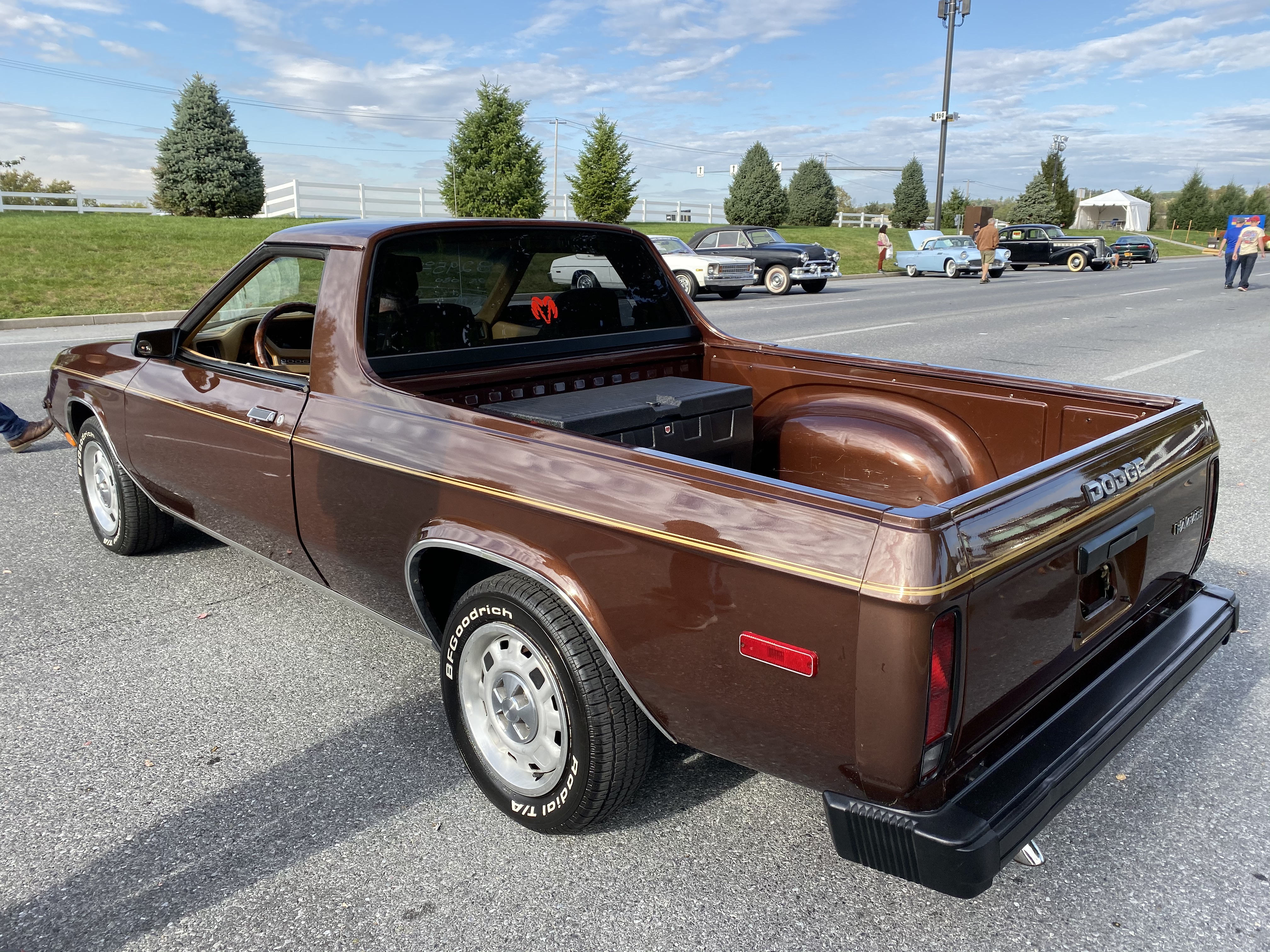
Dodge Rampage - tył

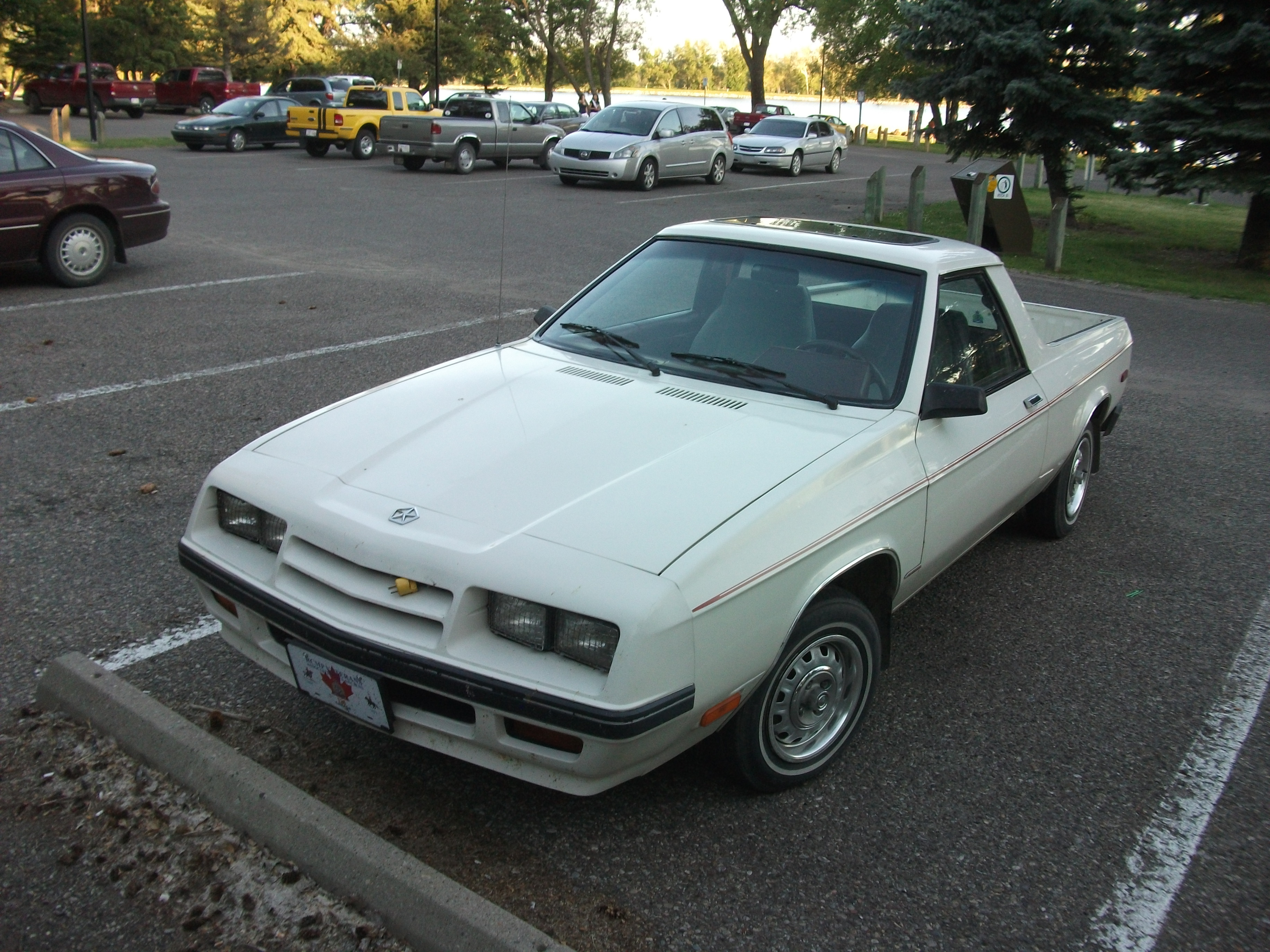
Dodge Rampage po liftingu

Model oparty został na płycie podłogowej Chrysler L-body jako de facto odmiana pickup modeli Omni 024/Charger. Ponadto, konstrukcyjnie pokrewny był z samochodami Dodge Omni i bliźniaczym Plymouthem Horizon. Przez cały okres produkcji model dostępny był w wersji 2-drzwiowej. Do napędu używano benzynowego gaźnikowego silnika R4 o pojemności 2,2 l, który generował moc 97 KM (72 kW). Moc przenoszona była na oś przednią poprzez 3-biegową automatyczną bądź 4-biegową manualną skrzynię biegów. Ładowność wynosiła nieco ponad 500 kg. W 1983 model oferowano równolegle także bliźniaczy model Plymouth Scamp. Produkcji Rampage'a zaprzestano w 1984 roku.

### Wersje wyposażeniowe
- Base
- Custom

### Silniki
- L4 2.2l K